# Oscar de melhor coreografia
O prêmio de Melhor Coreografia foi concedido apenas entre a oitava (1935) e a décima (1937) cerimônias.
| Ano  | Vencedor      | Canção                                      | Filme                                           | Estúdio      | Outros Indicados |
| ---- | ------------- | ------------------------------------------- | ----------------------------------------------- | ------------ | --- |
| 1935 | Dave Gould    | I've Got a Feeling You're Fooling Straw Hat | Broadway Melody of 1936 Folies Bergère de Paris | MGM Fox      | Gold Diggers of 1935 - Busby Berkeley Broadway Hostess - Bobby Connolly Go into Your Dance - Bobby Connolly King of Burlesque - Sammy Lee Top Hat - Hermes Pan All the King's Horses - LeRoy Prinz The Big Broadcast of 1936 - LeRoy Prinz She - Benjamin Zemach |
| 1936 | Seymour Felix | A Pretty Girl Is Like a Melody              | The Great Ziegfeld                              | MGM          | Gold Diggers of 1937 - Busby Berkeley Cain and Mabel - Bobby Connolly Born to Dance - Dave Gould One in a Million - Jack Haskell Dancing Pirate - Russell Lewis Swing Time - Hermes Pan                                                                          |
| 1937 | Hermes Pan    | Fun House                                   | A Damsel in Distress                            | RKO Pictures | Varsity Show - Busby Berkeley Ready, Willing and Able - Bobby Connolly A Day at the Races - Dave Gould Ali Baba Goes to Town - Sammy Lee Thin Ice - Harry Losee Waikiki Wedding - LeRoy Prinz                                                                    |